# A noi piace Flint
A noi piace Flint (In Like Flint) è un film del 1967, diretto da Gordon Douglas; è il sequel del film Il nostro agente Flint del 1966. È l'ultimo film statunitense girato in  CinemaScope.

## Trama
L'agente Derek Flint deve salvare il presidente degli Stati Uniti d'America, rapito da un'organizzazione comandata da tre donne molto ricche e potenti e sostituito da un attore shakespeariano alquanto gigione. Lo scopo del complotto è il dominio femminile sul mondo, ma il fascino proverbiale del protagonista farà ravvedere anche le stesse cospiratrici. Come nel film precedente vi è un criminale che trama nell'ombra per interesse personale e che dovrà essere eliminato, in una bizzarra colluttazione nello spazio. Premio finale due avvenenti cosmonaute sovietiche, sole in orbita da tempo in una capsula in cui egli trova rifugio.

## Nella cultura di massa
Nel film Austin Powers - La spia che ci provava, il protagonista assiste ad una scena del film giudicandolo il suo preferito.
Nel video di una canzone di David Bowie un gruppo di donne scrutano con il rispettivo cannocchiale un razzo in partenza, come nel prologo del film, ed indossano l'uniforme bianca con cuffia delle hostess in 2001: Odissea nello spazio.